# Ceratina quinquemaculata
Ceratina quinquemaculata är en biart som beskrevs av Cockerell 1912. Ceratina quinquemaculata ingår i släktet märgbin, och familjen långtungebin. Inga underarter finns listade i Catalogue of Life.